# Medfödda idéer
Medfödda idéer är ett filosofiskt begrepp. Kännetecknande för en medfödd idé är att den inte skulle ha förvärvats genom erfarenhet. I stället skulle de medfödda idéerna ha förverkligas genom en människas födelse. Exempel på medfödda idéer är motsägelselagen, gudsidén samt idén om det goda.